# Liga 2 (handbal)
De Liga 2 is de op vier na hoogste afdeling van het herenhandbal in België.
In de Liga 2 treden er twaalf teams aan. De eerste twee teams promoveren naar Liga 1, de laatste twee teams zakken naar Liga 3. De inrichtende macht is de Vlaamse Handbalvereniging (VHV).

## Clubs
- HV Uilenspiegel Wilrijk 2 (Wilrijk)
- Elita Lebbeke 2 (Lebbeke)
- KHT Roeselare (Roeselare)
- HC Welta Mechelen (Mechelen)
- Brasschaat HC (Brasschaat)
- HC DB Gent 2 (Zwijnaarde)
- HC Overpelt (Overpelt)
- HC Pentagoon Kortessem (Kortessem)
- Apolloon Kortrijk 2 (Kortrijk)
- HK Waasmunster 2 (Waasmunster)
- AtomiX HC 2 (Haacht / Keerbergen / Putte)
- Handbal Lokeren (Lokeren)